# CCM extraliga inline hokeje 2014
Sezóna 2014 je 13. ročníkem nejvyšší české inline hokejové soutěže CCM extraliga inline hokeje. Tento ročník se hraje od 26. dubna 2014. Hrací systém je stejný jako každou sezónu. První čtyři týmy ve dvou divizích Východ a Západ postoupí do play-off, čtyři týmy z obou divizí se utkají v play-out. Každý tým se utká s každým jednou doma a jednou venku. Mezi elitu se probojovalo IHC Roller Storm Praha. Z tohoto ročníku sestoupí tým, který dopadne v play-out extraligy nejhůře. Titul bude obhajovat Mission Roller Brno, které ve finále porazilo IHC Devils Zlín.

## Divize

### Západ
- Praha - IHC Slavia Praha, IHC Roller Storm Praha
- Středočeský kraj - IHC Čerti Kladno, IHC Berounští Medvědi
- Pardubický kraj - Střída Sport Pardubice
- Královéhradecký kraj - ILHK Hradec Králové

### Východ
- Jihomoravský kraj - Mission Roller Brno
- Zlínský kraj - IHC Devils Zlín, IHC Reflex Uherské Hradiště, IHC Uherský Brod
- Olomoucký kraj - IHC Eagles Olomouc, IHC Night Birds Přerov

## Tabulky

### Západ
| Vysvětlivka             |
| ----------------------- |
| Přímý postup do playoff |
| Účastník play out       |

| Poř. | Tým                    | Z  | V | VP | PP | P | VG | OG  | B  |
| ---- | ---------------------- | -- | - | -- | -- | - | -- | --- | -- |
| 1.   | IHC Berounští Medvědi  | 10 | 8 | 0  | 1  | 1 | 81 | 44  | 25 |
| 2.   | IHC Čerti Kladno       | 10 | 6 | 1  | 0  | 3 | 72 | 56  | 20 |
| 3.   | IHC Slavia Praha       | 10 | 6 | 0  | 0  | 4 | 73 | 37  | 18 |
| 4.   | Střída Sport Pardubice | 10 | 4 | 0  | 1  | 5 | 56 | 64  | 13 |
| 5.   | IHC Roller Storm Praha | 10 | 2 | 1  | 0  | 7 | 55 | 106 | 8  |
| 6.   | ILHK Hradec Králové    | 10 | 2 | 0  | 0  | 8 | 44 | 74  | 6  |

#### Křížová tabulka
| Domácí\Hosté[1]        | Slavia | Praha  | Beroun | Kladno | Pardubice | Hradec Králové |
| ---------------------- | ------ | ------ | ------ | ------ | --------- | -------------- |
| IHC Slavia Praha       |        | 18:4   | 0:5•   | 9:3    | 4:5       | 0:5•           |
| IHC Roller Storm Praha |        |        |        | 4:8    | 2:13      |                |
| IHC Berounští Medvědi  | 3:6    |        |        |        |           | 4:0            |
| IHC Čerti Kladno       |        | 7:3    |        |        | 14:3      |                |
| Střída Sport Pardubice | 2:5    | 9:10pp | 2:7    | 4:0    |           |                |
| ILHK Hradec Králové    | 0:14   | 5:11   | 5:7    | 4:7    |           |                |

Domácí tým je uveden v levém sloupci. Barvy: modrá = výhra domácích; červená = výhra hostů.

(Aktualizováno dne 19. května 2014)
* Tyto výsledky byly kontumovány pro nepřipravenost hrací plochy

### Východ
| Vysvětlivka             |
| ----------------------- |
| Přímý postup do playoff |
| Účastník play out       |

| Poř. | Tým                         | Z  | V | VP | PP | P | VG | OG  | B  |
| ---- | --------------------------- | -- | - | -- | -- | - | -- | --- | -- |
| 1.   | IHC Devils Zlín             | 10 | 7 | 1  | 0  | 2 | 81 | 56  | 23 |
| 2.   | Mission Roller Brno         | 10 | 7 | 0  | 0  | 3 | 76 | 49  | 21 |
| 3.   | IHC Eagles Olomouc          | 10 | 7 | 0  | 0  | 3 | 70 | 53  | 21 |
| 4.   | IHC Uherský Brod            | 10 | 4 | 0  | 0  | 6 | 56 | 69  | 12 |
| 5.   | IHC Night Birds Přerov      | 10 | 3 | 0  | 1  | 6 | 73 | 76  | 10 |
| 6.   | IHC Reflex Uherské Hradiště | 10 | 1 | 0  | 0  | 9 | 53 | 106 | 3  |

#### Křížová tabulka
| Domácí\Hosté[1]             | Zlín  | Brno | Uherské Hradiště | Olomouc | Uherský Brod | Přerov |
| --------------------------- | ----- | ---- | ---------------- | ------- | ------------ | ------ |
| IHC Devils Zlín             |       | 7:4  | 8:6              | 4:7     | 13:10        | 11:4   |
| Mission Roller Brno         | 2:5   |      | 9:5              | 8:5     | 10:3         | 11:9   |
| IHC Reflex Uherské Hradiště | 7:17  | 3:9  |                  | 4:7     | 9:3          | 2:14   |
| IHC Eagles Olomouc          | 5:3   | 1:6  | 15:8             |         | 6:1          | 12:9   |
| IHC Uherský Brod            | 5:6   | 9:7  | 10:5             | 2:5     |              | 7:6    |
| IHC Night Birds Přerov      | 6:7pp | 2:10 | 13:4             | 8:7     | 2:5          |        |

Domácí tým je uveden v levém sloupci. Barvy: modrá = výhra domácích; červená = výhra hostů.

(Aktualizováno dne 26. června 2014)